# Арболеда (Колумбия)
Арболеда (исп. Arboleda) — муниципалитет в составе департамента Нариньо Колумбии, является частью провинции Хуанамбу. Административный центр — Берруэкос.

## История
Выделен в отдельную административную единицу в 25 ноября 1859 года.

## Географическое положение

Муниципалитет Арболеда

Муниципалитет Арболеда граничит на севере с территорией муниципалитета Ла-Уньон, на северо-востоке — с муниципалитетом Сан-Педро-де-Картаго, на востоке — с муниципалитетом Сан-Хосе-де-Альбан, на юге — с муниципалитетом Буэсако, на западе — с муниципалитетом Сан-Лоренсо. Площадь муниципалитета составляет 63 км².

## Население
По данным Национального административного департамента статистики Колумбии, численность населения муниципалитета в 2024 году составляла 9146 человек.
Динамика численности населения муниципалитета по годам:
| 2005 | 2010 | 2015 | 2020 | 2021 | 2022 | 2023 | 2024 |
| ---- | ---- | ---- | ---- | ---- | ---- | ---- | ---- |
| 7443 | 7503 | 7550 | 8745 | 8915 | 8979 | 9045 | 9146 |

Согласно данным переписи 2005 года мужчины составляли 51,6 % от населения Арболеды, женщины — соответственно 48,4 %. В расовом отношении белые и метисы составляли 99,7 % от населения муниципалитета; негры, мулаты и райсальцы — 0,2 %; индейцы — 0,1 %.
Уровень грамотности среди всего населения составлял 72,3 %.

## Экономика
48,2 % от общего числа муниципальных предприятий составляют предприятия торговой сферы, 48,1 % — предприятия сферы обслуживания, 3,7 % — промышленные предприятия.